# برالهالا
برالهالا (به انگلیسی: Brawlhalla) یک بازی ویدئویی رایگان در سبک مبارزه‌ای سکوبازی است که توسط بلو ماموت گیمز توسعه یافته و به‌وسیلهٔ یوبی‌سافت منتشر شده است. نسخه بتای بازی در نوامبر ۲۰۱۵ در دسترس قرار گرفت و نسخه کامل آن ابتدا در اکتبر ۲۰۱۷، برای مک‌اواس، پلی‌استیشن ۴ و مایکروسافت ویندوز عرضه شد، و سپس نسخه‌ای سازگار شده از آن برای ایکس‌باکس وان، نینتندو سوئیچ، اندروید و آی‌اواس در دسترس قرار گرفت. از مارس ۲۰۲۲، این بازی دارای ۶۴ شخصیت قابل بازی به نام «Legends» است که هر کدام دارای آمار منحصر به فرد و پوسته‌های آرایشی هستند.
این بازی جزء بازی‌های پرطرفدار به حساب می‌آید و بعضی از شخصیت‌های آن از فیلم‌ها یا از بازی‌های دیگر آمده‌اند مانند ریمن، اتزیو (و دیگر شخصیت‌های اساسینز کرید)، بن ۱۰، شخصیت‌های آواتار و … اشاره کرد.

## گیم‌پلی
در بیشتر حالت‌های بازی هدف این است که حریف خود را از میدان نبرد خارج کنیم. برای این کار باید مکرراً به حریف ضربه وارد کنید. آسیب را می‌توان در صفحه نمایش رنگی اطراف نماد شخصیت حریف مشاهده کرد که با ادامه ضربه زدن به بازیکن، از سفید به قرمز و به سیاه تبدیل می‌شود. سقوط از صحنه منجر به از دست دادن جان بازیکن می‌شود. یا آخرین بازیکنی که ایستاده است (کسی که هنوز حداقل یک عمر دارد) یا بازیکنی که بیشترین امتیاز را دارد برنده مسابقه است.